# Stixis
Stixis is een kevergeslacht uit de familie van de boktorren (Cerambycidae). De wetenschappelijke naam van het geslacht werd voor het eerst geldig gepubliceerd in 1890 door Gahan.

## Soorten
Stixis omvat de volgende soorten:
- Stixis grossepunctata Breuning, 1942
- Stixis itzingeri Breuning, 1936
- Stixis punctata Gahan, 1890
- Stixis usambaricus Adlbauer, 2010